# Karl Geiger (Skispringer)
Karl Geiger (* 11. Februar 1993 in Oberstdorf) ist ein deutscher Skispringer, der für den SC Oberstdorf startet. Seine bisher größten Erfolge sind die Weltmeistertitel im Skifliegen 2020 in Planica sowie im Mannschaftswettbewerb und im Mixed-Wettbewerb bei den Nordischen Skiweltmeisterschaften 2019. Zudem gewann er die Silbermedaille im Mannschaftswettbewerb bei den Olympischen Winterspielen 2018 in Pyeongchang. Bei den Nordischen Skiweltmeisterschaften 2021 in Oberstdorf wurde er Zweiter auf der Normalschanze, Dritter auf der Großschanze und Weltmeister im Mixed-Team sowie im Team. Bei der Vierschanzentournee wurde er 2019/20 Dritter und 2020/21 Zweiter. Bei den Olympischen Winterspielen 2022 in Peking gewann er jeweils die Bronzemedaille im Einzelwettbewerb und Teamwettbewerb von der Großschanze. Bei den Nordischen Skiweltmeisterschaften 2023 in Planica gewann er Bronze auf der Normalschanze und Gold im Mixed-Team.

## Werdegang

### Erste Einsätze in Continental Cup und Weltcup (2012)
Im März 2012 wurde er im finnischen Kuopio erstmals im zweitklassigen Continental Cup eingesetzt. Beim Sommerspringen am 16. September 2012 auf der neu erbauten Sneschinka im russischen Tschaikowski sprang er als Dritter erstmals in diesem Wettbewerb auf das Podium. Eine Woche später konnte er im sächsischen Klingenthal sogar Platz zwei belegen. Am Ende reichte es in der Gesamtwertung des Sommer-Grand-Prix zum fünften Platz. Aufgrund dieser Erfolge wurde er für den Weltcupauftakt am letzten Novemberwochenende 2012 im norwegischen Lillehammer nominiert. Dort konnte er sich nicht nur für den Wettkampf qualifizieren, sondern auch gleich sowohl von der Normalschanze (als 21.) als auch von der Großschanze (als 30.) punkten. Am 9. Dezember 2012 wurde er Sechster beim Weltcup im russischen Sotschi, sein bis Februar 2016 bestes Ergebnis.

### Juniorenweltmeisterschaft 2013 und erste Erfolge (2013–2018)
Bei den Juniorenweltmeisterschaften 2013 im tschechischen Liberec konnte er mit der deutschen Mannschaft die Bronzemedaille im Mannschaftswettbewerb gewinnen. Im Einzel belegte er den siebenten Rang.
In der Saison 2013/14 konnte Geiger mit dem zweiten Platz beim Teamspringen in Klingenthal seinen ersten Weltcup-Podestplatz feiern. Mitte Februar 2014 gewann er auf der Inselbergschanze in Brotterode seine ersten beiden Continental-Cup-Springen.
Werner Schuster nominierte Geiger im Dezember 2014 erstmals in die Nationale Gruppe bei den Springen zur Vierschanzentournee 2014/15. In Oberstdorf schied er jedoch im ersten Durchgang aus. Geiger wurde ein Jahr später, im Dezember 2015, erneut für die Nationale Gruppe zur Vierschanzentournee 2015/16 nominiert. In Oberstdorf konnte sich Geiger im ersten Durchgang im Duell gegen Junshirō Kobayashi durchsetzen und erlangte mit dem 26. Platz die ersten Weltcuppunkte der Saison 2015/16. In Garmisch-Partenkirchen gelang ihm erneut die Qualifikation, im ersten Durchgang scheiterte er jedoch und verpasste einen weiteren Einzug in den zweiten Durchgang.
Geiger gehört seit 2016 dem Zoll-Ski-Team an. Am 21. Februar 2016 sprang Geiger beim Wettbewerb von der Normalschanze in Lahti auf den zweiten Platz und erreichte damit sein bestes Weltcupergebnis bis zum Dezember 2018. Die Weltcup-Saison beendete er auf dem 30. Platz in der Gesamtwertung. Im Continental Cup konnte er in dieser Saison drei Siege erspringen und belegte er in der Gesamtwertung den zweiten Platz hinter dem Österreicher Clemens Aigner.
Bei den Olympischen Winterspielen 2018 in Pyeongchang erreichte Geiger Platz zehn auf der Normalschanze und Platz sieben auf der Großschanze. Zusammen mit Stephan Leyhe, Richard Freitag und Andreas Wellinger gewann er hinter Norwegen die Silbermedaille im Mannschaftswettbewerb und wurde dafür, gemeinsam mit den weiteren deutschen Medaillengewinnern, am 7. Juni 2018 mit dem Silbernen Lorbeerblatt ausgezeichnet. Bei der ersten Weltcup-Station nach den Olympischen Winterspielen in Lahti gewann er mit Markus Eisenbichler, Richard Freitag und Andreas Wellinger den Mannschaftswettbewerb und erzielte damit seinen ersten Weltcupsieg. Er beendete den Gesamtweltcup als 14. mit 427 Punkten, was bis dahin sein bestes Ergebnis war. Den Grand Prix 2018 beendete er als Zweiter hinter dem Russen Jewgeni Klimow, wozu insbesondere seine ersten beiden Siege in diesem Wettbewerb im September 2018 auf dem Trambulina Valea Cărbunării im rumänischen Râșnov beitrugen.

### Erste Siege im Weltcup (2018/19)

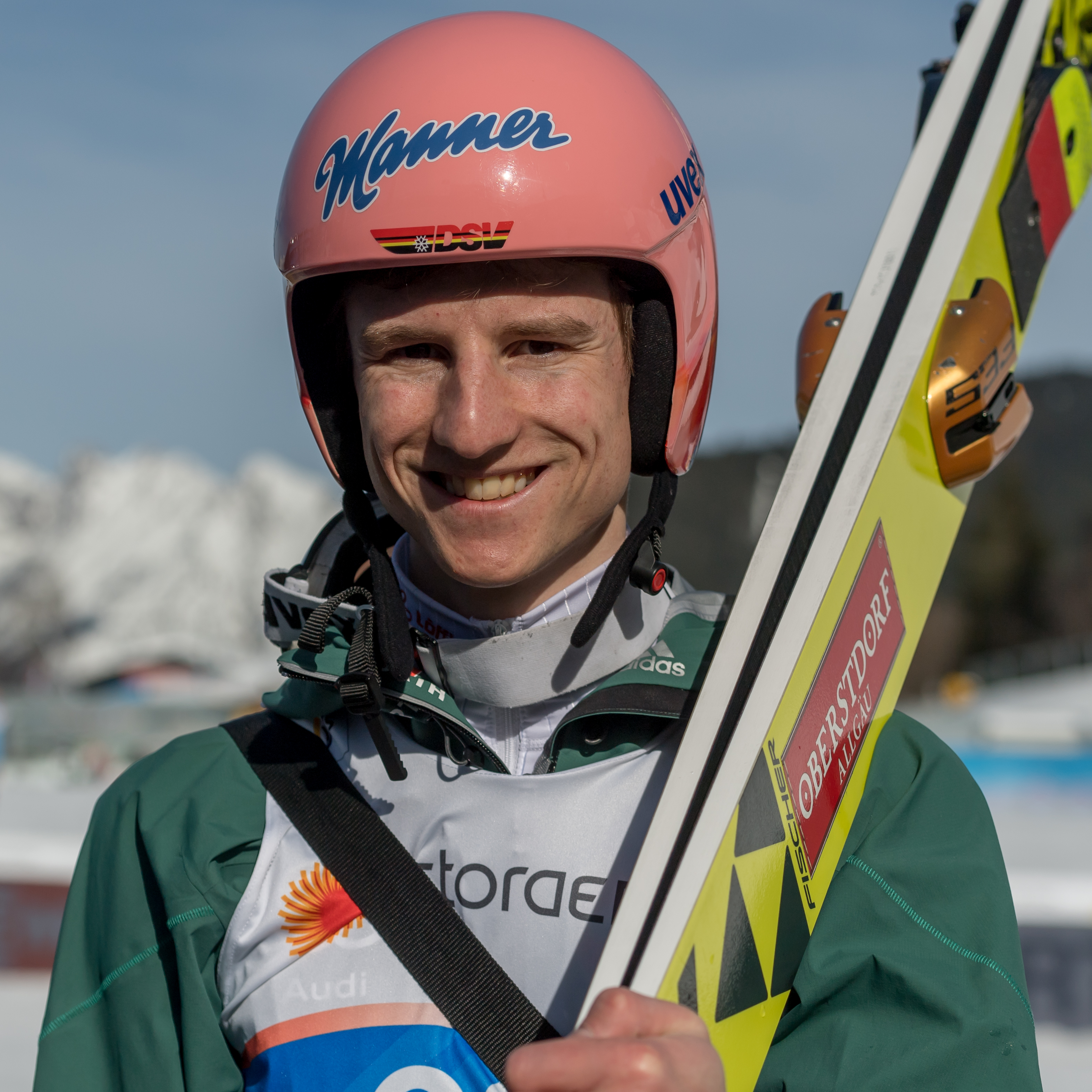
Geiger bei der WM 2019 in Seefeld

Die Saison 2018/19 begann für Karl Geiger mit guten Platzierungen unter den Top 10 bei den ersten fünf Wettbewerben. Beim Mitte Dezember folgenden Wettbewerb von der Gross-Titlis-Schanze in Engelberg gewann Geiger sein erstes Weltcupspringen im Einzel. Bei der Vierschanzentournee 2018/19 konnte er dieses Ergebnis nicht bestätigen und wurde Gesamt-Elfter. An seinen Erfolg aus Engelberg konnte er dann aber im Rahmen der Willingen Five am 16. Februar 2019 auf der Mühlenkopfschanze in Willingen mit seinem zweiten Weltcupsieg anknüpfen. In der Gesamtwertung des Willingen Five belegte er den dritten Platz hinter Ryōyū Kobayashi und Piotr Żyła. Bei den Nordischen Skiweltmeisterschaften 2019 gewann er am 23. Februar 2019 auf der Großschanze in Innsbruck die Silbermedaille hinter seinem Mannschaftskameraden Markus Eisenbichler. Am Folgetag gewann er auf derselben Schanze mit Richard Freitag, Stephan Leyhe und Markus Eisenbichler den Weltmeistertitel im Mannschaftsspringen. Nachdem er beim Normalschanzen-Wettbewerb von der Toni-Seelos-Olympiaschanze bei schwierigen Verhältnissen nach dem ersten Durchgang auf dem zweiten Platz rangierte, sprang Geiger im zweiten Durchgang nur noch auf 92,5 Meter und landete schließlich auf dem 18. Platz. Der sportliche Leiter der deutschen Mannschaft Horst Hüttel kritisierte, dass die Jury nicht eingegriffen habe: „Der zweite Durchgang war komplett irregulär. Wenn das nicht irregulär ist, dann verstehe ich die Welt nicht mehr. Dafür gibt es ein Wettkampf-Management. Die haben kläglich versagt.“ Auch der deutsche Bundestrainer Werner Schuster meinte, dass das Ergebnis aufgrund der Witterungsbedingungen ungerecht sei: „Die Sportler Geiger und Kobayashi, die sind heute veräppelt worden. Die hätten sich auch eine Medaille verdient.“ Als Schlussspringer im Mixed-Team-Wettkampf gewann er gemeinsam mit Katharina Althaus, Markus Eisenbichler und Juliane Seyfarth seine zweite Goldmedaille.

### Geigers Erfolgsserie (ab 2019)
Zum Auftakt des Sommers 2019 präsentierte sich Geiger in Topform. Nachdem er beim ersten Grand-Prix-Springen in Wisła Sechster wurde, gewann er eine Woche später von der Rothaus-Schanze in Hinterzarten sowohl den Mixed-Teamwettbewerb gemeinsam mit Juliane Seyfarth, Agnes Reisch und Richard Freitag als auch das Einzelspringen vor Gregor Schlierenzauer und Teamkollegen Freitag. Nach weiteren guten Ergebnissen belegte Geiger den fünften Platz in der Gesamtwertung, womit er bester Deutscher war. Dies konnte er auch im Oktober bei den Deutschen Meisterschaften auf der mit Matten belegten Großschanze der Vogtland Arena in Klingenthal mit dem hochverdienten Gewinn des Meistertitels bestätigen. Ebenso wurde er mit dem bayerischen Team Deutscher Meister. Folgerichtig ging Geiger mit hohen Erwartungen in die Weltcup-Saison 2019/20. Tatsächlich stellte er sich im ersten Saisondrittel als der mit Abstand stabilste DSV-Adler heraus. Sowohl in Nischni Tagil als auch in Engelberg sprang er auf das Podest. Darüber hinaus erreichte er bei den ersten sieben Wettbewerben immer die Top 10, was sonst nur dem Japaner Ryōyū Kobayashi gelang. Vor diesem Hintergrund galt Geiger als einer der Favoriten für die Vierschanzentournee 2019/20. Beim Heimspringen in Oberstdorf präsentierte sich Geiger unbeeindruckt von seiner neuen Rolle als deutscher Hoffnungsträger und belegte den zweiten Platz hinter Ryōyū Kobayashi. Nachdem er auch in Garmisch-Partenkirchen Zweiter wurde, musste Geiger in Innsbruck einen ersten Rückschlag hinnehmen. So belegte Geiger lediglich den achten Rang, fiel in der Gesamtwertung zurück und zeigte sich im Anschluss enttäuscht: „Gerade im ersten Durchgang lief es nicht so, wie es sein soll – der war nicht gerade die feinste Klinge, aber wenn dann noch diese Bedingungen dazukommen.“ Zum Abschluss der Tournee sicherte er sich schließlich mit einem weiteren zweiten Platz von der Paul-Außerleitner-Schanze in Bischofshofen den dritten Rang in der Tournee-Gesamtwertung hinter Dawid Kubacki und Marius Lindvik. Wenige Tage später gelang Geiger von der Normalschanze in Predazzo sein dritter Weltcupsieg, womit er tags darauf zum ersten Mal in seiner Karriere das Gelbe Trikot des Weltcup-Führenden trug. Am 1. März 2020 gewann Geiger den 1000. Weltcup-Wettbewerb von der Salpausselkä-Schanze im Rahmen der Lahti Ski Games. Die Gesamtweltcupwertung beendete er als Zweiter hinter Stefan Kraft, womit er der siebte Deutsche in der Geschichte wurde, der das Podest im Gesamtweltcup erreichte.
Im Sommer 2020 waren aufgrund der COVID-19-Pandemie kaum Wettbewerbe möglich, sodass Geiger nur bei den deutschen Meisterschaften 2020 in Oberstdorf an einem offiziellen Wettkampf teilnahm. Zwar konnte er seinen Titel aus dem Vorjahr nicht verteidigen, doch präsentierte er sich als Dritter bereits in guter Frühform. Zum Auftakt in die Weltcup-Saison 2020/21 in Wisła belegte Geiger sowohl im Einzel als auch im Team den zweiten Platz. Nachdem er am zweiten Wettkampfwochenende in Ruka zweimal unter die besten Zehn gesprungen war, verzichtete Geiger auf die Einzelspringen in Nischni Tagil, um der Geburt seines ersten Kindes beiwohnen zu können. Am zweiten Dezemberwochenende krönte er sich in Planica mit 0,5 Punkten Vorsprung vor dem Norweger Halvor Egner Granerud zum Skiflug-Weltmeister. Tags darauf gewann er gemeinsam mit Constantin Schmid, Pius Paschke und Markus Eisenbichler die Silbermedaille im Team. Wenige Tage später gab der Oberstdorfer bekannt, bei einem Routinetest positiv auf das Virus SARS-CoV-2 getestet worden zu sein, womit er die Weltcup-Springen in Engelberg verpasste. Geiger war jedoch jederzeit symptomfrei. Er wurde noch vor der Vierschanzentournee 2020/21 negativ getestet und aus der Quarantäne entlassen. Damit konnte er auch bei der Tournee an den Start gehen, bei der er am 29. Dezember 2020 das Auftaktspringen in Oberstdorf für sich entschied. Nach Platz fünf in Garmisch-Partenkirchen und Platz 15 in Innsbruck belegte er in Bischofshofen den dritten Platz. In der Gesamtwertung der Tournee erreichte er damit den zweiten Platz hinter dem Sieger Kamil Stoch und vor Dawid Kubacki.
Bei den Nordischen Skiweltmeisterschaften 2021 in seiner Heimatstadt Oberstdorf wurde er hinter dem Polen Piotr Żyła und vor dem Slowenen Anže Lanišek Zweiter auf der Normalschanze, gewann mit Katharina Althaus, Markus Eisenbichler und Anna Rupprecht die Goldmedaille im Mixed-Team-Wettbewerb und auf der Großschanze die Bronzemedaille. Auf der Großschanze wurde er allein Dritter und zusammen mit Pius Paschke, Severin Freund und Markus Eisenbichler Weltmeister im Team.
Beim Saisonfinale in Planica landete er beim ersten Springen als Dritter hinter Ryōyū Kobayashi und seinem Teamkollegen Markus Eisenbichler. Nach dem schweren Sturz von Daniel-André Tande am Vortag sei die Freude jedoch getrübt gewesen. „Ich habe es von oben mitgekriegt. Unten haben sie mir gesagt, dass sie noch nicht wissen, ob er überlebt. Dann habe ich ziemlich geschluckt. […] Er ist so ein netter Kerl. Ich habe mitgelitten, es ist tragisch. Ich hoffe, dass er wieder unter den Lebenden ist und keine bleibenden Schäden davonträgt.“ so Geiger im ZDF. Sowohl bei den beiden folgenden Einzelspringen, als auch beim Teamspringen mit Pius Paschke, Constantin Schmid und Markus Eisenbichler gewann er.
Die Saison schloss er als Sechster im Gesamtweltcup mit einem Punkt Vorsprung vor dem Polen Piotr Żyła ab. Den Skiflugweltcup gewann er vor Ryōyū Kobayashi und Markus Eisenbichler. Zwar war er mit Kobayashi punktgleich, hatte jedoch mehr Skiflugweltcups gewonnen.
Die Saison 2021/22 begann für Geiger mit einem Sieg im ersten Weltcupspringen. In den folgenden Wochen konnte er mit guten Sprüngen daran anknüpfen, sodass er das gelbe Trikot bis zur Vierschanzentournee, bei der er den vierten Platz belegte, behalten durfte. Die Führung im Gesamtweltcup konnte er nach einem Doppelsieg in Titisee-Neustadt sowie einem zweiten Platz in Willingen  zurückerobern, sodass er im gelben Trikot zu den Olympischen Winterspielen in Peking reiste. Dort wurde er im Einzelwettbewerb von der Normalschanze 15. Im deutschen Mixed-Team verpasste er gemeinsam mit Selina Freitag, Katharina Althaus und Constantin Schmid den zweiten Durchgang und wurde Neunter, nachdem Althaus wegen eines zu weiten Anzugs disqualifiziert wurde. Auf der Großschanze konnte er im Einzel mit einem guten zweiten Sprung die Bronzemedaille gewinnen, nachdem er im ersten Durchgang noch auf Platz sechs gelegen hatte. Zudem gewann er gemeinsam mit Constantin Schmid, Stephan Leyhe und Markus Eisenbichler im Teamwettbewerb die Bronzemedaille mit 0,8 Punkten Vorsprung vor Norwegen.
Bei der Skiflug-Weltmeisterschaft 2022 im norwegischen Vikersund wurde er als Titelverteidiger im Einzelwettbewerb Achter und gewann gemeinsam mit Severin Freund, Andreas Wellinger und Markus Eisenbichler im Mannschaftswettbewerb die Silbermedaille. Nach nur einem Podestplatz bei den letzten acht Wettbewerben der Saison musste Geiger das gelbe Trikot jedoch an Ryōyū Kobayashi abgeben, sodass er zum zweiten Mal im Gesamtweltcup den zweiten Platz erreichte.
In der darauffolgenden Saison 2022/23 konnte er nach schwankenden Leistungen in der ersten Saisonhälfte bei den Nordischen Skiweltmeisterschaften 2023 in Planica zwei Medaillen gewinnen. Auf der Normalschanze gewann er die Bronzemedaille, im Mixed-Team konnte er mit Selina Freitag, Katharina Althaus und Andreas Wellinger den Titel verteidigen. Auf der Großschanze wurde er im Einzel Achter und im Team Fünfter. Im Gesamtweltcup belegte er am Ende den elften Platz.
Zu Beginn der Weltcup-Saison 2023/24, am 9. und 10. Dezember, gewann Geiger beide Springen in der Vogtland Arena in Klingenthal. Bei der Skiflug-Weltmeisterschaft 2024 am Kulm gewann er im Team mit Pius Paschke, Stephan Leyhe und Andreas Wellinger die Bronzemedaille. In den darauffolgenden Wochen konnte er jedoch nicht an die Leistungen anknüpfen und verpasste meistens den zweiten Durchgang, wodurch er im Gesamtweltcup 17. wurde. 

## Privates
Geiger studierte Energie- und Umwelttechnik an der Hochschule Kempten. Sein Studium schloss er Ende Dezember 2019 erfolgreich als „Bachelor of Engineering“ ab. Als Hobby betreibt er das Gleitschirmfliegen. Mit der deutschen Skirennläuferin Christina Ackermann (geborene Geiger), die ebenfalls Mitglied des SC Oberstdorf ist, ist er nicht verwandt. Mit dem Nordischen Kombinierer Vinzenz Geiger ist Karl Geiger hingegen entfernt verwandt, beide haben denselben Urgroßvater. Im September 2020 heiratete Geiger seine Freundin Franziska. Im Dezember 2020 wurden beide Eltern einer Tochter. Im August 2025 gab er die Geburt ihrer zweiten Tochter bekannt.

## Erfolge

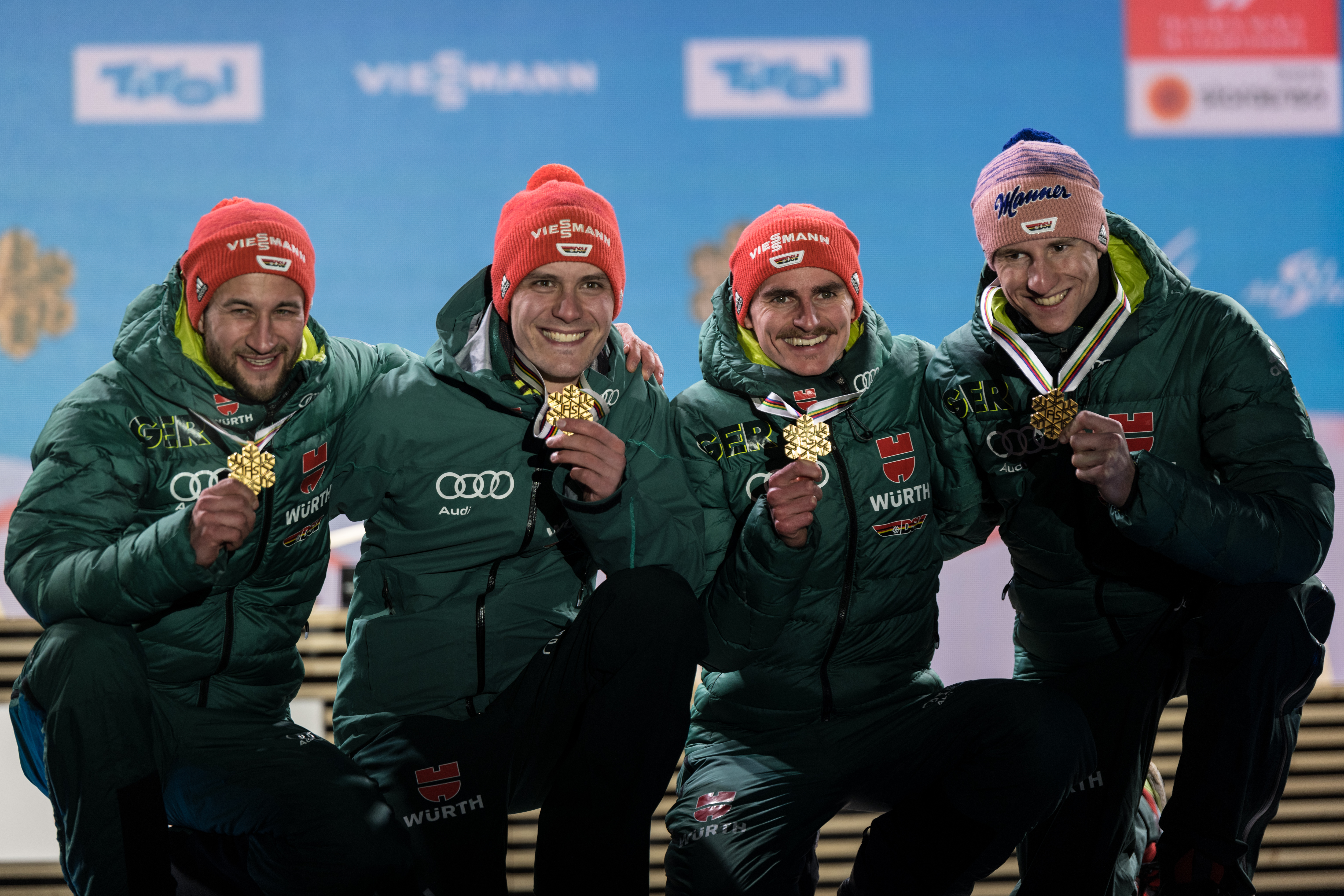
Geiger (erster von rechts) 2019 in Seefeld bei der Siegerehrung

### Weltcupsiege im Einzel
| Nr. | Datum             | Ort              | Typ           |
| --- | ----------------- | ---------------- | ------------- |
| 01. | 15. Dezember 2018 | Engelberg        | Großschanze   |
| 02. | 16. Februar 2019  | Willingen        | Großschanze   |
| 03. | 11. Januar 2020   | Predazzo         | Normalschanze |
| 04. | 12. Januar 2020   | Predazzo         | Normalschanze |
| 05. | 21. Februar 2020  | Râșnov           | Normalschanze |
| 06. | 1. März 2020      | Lahti            | Großschanze   |
| 07. | 29. Dezember 2020 | Oberstdorf       | Großschanze   |
| 08. | 26. März 2021     | Planica          | Flugschanze   |
| 09. | 28. März 2021     | Planica          | Flugschanze   |
| 10. | 20. November 2021 | Nischni Tagil    | Großschanze   |
| 11. | 18. Dezember 2021 | Engelberg        | Großschanze   |
| 12. | 22. Januar 2022   | Titisee-Neustadt | Großschanze   |
| 13. | 23. Januar 2022   | Titisee-Neustadt | Großschanze   |
| 14. | 9. Dezember 2023  | Klingenthal      | Großschanze   |
| 15. | 10. Dezember 2023 | Klingenthal      | Großschanze   |

### Weltcupsiege im Team
| Nr. | Datum            | Ort      | Typ                      |
| --- | ---------------- | -------- | ------------------------ |
| 01. | 3. März 2018     | Lahti    | Großschanze              |
| 02. | 19. Januar 2019  | Zakopane | Großschanze              |
| 03. | 25. Januar 2020  | Zakopane | Großschanze              |
| 04. | 29. Februar 2020 | Lahti    | Großschanze              |
| 05. | 28. März 2021    | Planica  | Flugschanze              |
| 06. | 19. Februar 2023 | Râșnov   | Normalschanze Super Team |

### Grand-Prix-Siege im Einzel
| Nr. | Datum              | Ort          | Typ           |
| --- | ------------------ | ------------ | ------------- |
| 01. | 22. September 2018 | Râșnov       | Normalschanze |
| 02. | 23. September 2018 | Râșnov       | Normalschanze |
| 03. | 27. Juli 2019      | Hinterzarten | Normalschanze |

### Grand-Prix-Siege im Team
| Nr. | Datum         | Ort          | Typ                 |
| --- | ------------- | ------------ | ------------------- |
| 01. | 27. Juli 2019 | Hinterzarten | Normalschanze Mixed |

### Continental-Cup-Siege im Einzel
| Nr. | Datum              | Ort           | Typ           |
| --- | ------------------ | ------------- | ------------- |
| 01. | 14. Februar 2014   | Brotterode    | Großschanze   |
| 02. | 16. Februar 2014   | Brotterode    | Großschanze   |
| 03. | 28. September 2014 | Trondheim     | Großschanze   |
| 04. | 19. Dezember 2015  | Rovaniemi     | Normalschanze |
| 05. | 30. Januar 2016    | Bischofshofen | Großschanze   |
| 06. | 13. März 2016      | Tschaikowski  | Großschanze   |

## Statistik

### Weltcup-Platzierungen
| Saison  | Platz | Punkte |
| ------- | ----- | ------ |
| 2012/13 | 041.  | 0086   |
| 2013/14 | 042.  | 0106   |
| 2014/15 | 075.  | 0005   |
| 2015/16 | 030.  | 0174   |
| 2016/17 | 018.  | 0369   |
| 2017/18 | 014.  | 0427   |
| 2018/19 | 010.  | 0765   |
| 2019/20 | 002.  | 1519   |
| 2020/21 | 006.  | 0826   |
| 2021/22 | 002.  | 1515   |
| 2022/23 | 011.  | 0736   |
| 2023/24 | 017.  | 0623   |
| 2024/25 | 013.  | 0638   |

### Vierschanzentournee-Platzierungen
| Saison  | Platz | Punkte |
| ------- | ----- | ------ |
| 2012/13 | 059.  | 0115,7 |
| 2013/14 | 048.  | 0333,8 |
| 2014/15 | 058.  | 0104,8 |
| 2015/16 | 031.  | 0549,4 |
| 2016/17 | 018.  | 0856,0 |
| 2017/18 | 011.  | 0970,2 |
| 2018/19 | 011.  | 0951,5 |
| 2019/20 | 003.  | 1108,4 |
| 2020/21 | 002.  | 1062,5 |
| 2021/22 | 004.  | 1123,6 |
| 2022/23 | 023.  | 0819,8 |
| 2023/24 | 014.  | 1010,8 |
| 2024/25 | 017.  | 0963,7 |

### Grand-Prix-Platzierungen
| Saison | Platz | Punkte |
| ------ | ----- | ------ |
| 2012   | 058.  | 0018   |
| 2013   | 042.  | 0056   |
| 2014   | 041.  | 0051   |
| 2016   | 009.  | 0253   |
| 2017   | 020.  | 0116   |
| 2018   | 002.  | 0416   |
| 2019   | 005.  | 0232   |
| 2021   | 014.  | 0140   |
| 2022   | 008.  | 0146   |
| 2023   | 058.  | 0022   |
| 2024   | 026.  | 0105   |

### Continental-Cup-Platzierungen
| Saison  | Platz | Punkte |
| ------- | ----- | ------ |
| 2011/12 | 124.  | 0018   |
| 2012/13 | 023.  | 0442   |
| 2013/14 | 008.  | 0601   |
| 2014/15 | 009.  | 0617   |
| 2015/16 | 002.  | 0901   |
| 2016/17 | 103.  | 0056   |

### Schanzenrekorde
| Schanze (Hillsize)          | Ort         | Land     | Weite   | aufgestellt am    | Rekord bis        |
| --------------------------- | ----------- | -------- | ------- | ----------------- | ----------------- |
| Lysgårdsbakken (HS100)      | Lillehammer | Norwegen | 107,5 m | 6. Dezember 2013  | aktuell           |
| Rukatunturi-Schanze (HS142) | Ruka        | Finnland | 147,5 m | 29. November 2019 | 26. November 2022 |

## Auszeichnungen
- 2018 und 2022[30]: Silbernes Lorbeerblatt
- 2019: Sportler des Jahres (Mannschaft)
- 2020: Sportler des Monats Januar, Sportler des Monats Dezember
- 2020: Goldener Ski des Deutschen Skiverbands[31]
- 2021: Sportler des Monats März[32]
- 2021: Skisportler des Jahres[33]
- 2021: Dritter Platz Sportler des Jahres